# Солонец (озеро, Ушачский район)
Соло́нец (бел. Сало́нец) — озеро в Ушачском районе Витебской области Белоруссии. Относится к бассейну реки Ушача.

## Описание
Озеро Солонец располагается в 11 км к северо-западу от городского посёлка Ушачи. На юго-восточном берегу озера находится деревня Солонец 1. Высота водного зеркала над уровнем моря составляет 133,6 м.
Площадь поверхности водоёма составляет 0,73 км², длина — 1,17 км, наибольшая ширина — 0,8 км. Длина береговой линии — 4,42 км. Наибольшая глубина — 5,9 м, средняя — 3,8 м. Объём воды в озере — 2,78 млн м³. Площадь водосбора — 18,5 км².
Котловина подпрудного типа, сложной формы, вытянутая с юго-запада на северо-восток. Склоны пологие, песчаные, распаханные, на севере и востоке покрытые лесом. Высота склонов составляет преимущественно 5—7 м, на юге и юго-востоке понижаясь до 1,5—4 м. Береговая линия образует четыре залива на севере и востоке. Берега низкие (высотой 0,1—0,3 м), торфянистые. Юго-восточный берег песчаный, его высота увеличивается до 0,5 м. В заливах формируются сплавины. Пойма шириной до 200 м, заболоченная, поросшая кустарником. К югу и юго-востоку от озера пойма отсутствует.
Подводная часть котловины корытообразной формы. Дно у берегов обрывистое, на глубине свыше 4 м плоское. Возле северного берега присутствует остров площадью 0,5 га. До глубины 1—1,7 м дно выстелено песком, до глубины 2—2,5 м — опесчаненным илом, ещё глубже — кремнезёмистым сапропелем.
Минерализация воды составляет 230 мг/л, прозрачность — 1,1 м. Озеро эвтрофное, слабопроточное. На востоке вытекает ручей, впадающий в Ушачу. На северо-востоке впадает ручей из озера Расно и ещё несколько мелких ручьёв.
Полоса растительности вдоль берега достигает ширины 25 м. Надводная растительность распространяется до глубины 1,5 м, подводная — до глубины 2—3 м.
В озере обитают лещ, щука, окунь, плотва, карась, линь, краснопёрка и другие виды рыб, а также раки.